# Олд Очард (Пенсилванија)
Олд Очард (енгл. Old Orchard) насељено је место без административног статуса у америчкој савезној држави Пенсилванија.

## Демографија
По попису из 2010. године број становника је 2.434, што је 9 (-0,4%) становника мање него 2000. године.
| Група             | 2000.         | 2010.         |
| Белци             | 2.337 (95,7%) | 2.234 (91,8%) |
| Афроамериканци    | 28 (1,1%)     | 40 (1,6%)     |
| Азијати           | 38 (1,6%)     | 29 (1,2%)     |
| Хиспаноамериканци | 18 (0,7%)     | 87 (3,6%)     |
| Укупно            | 2.443         | 2.434         |